# David Thorén
David Thorén, född 24 februari 1995 i Göteborg, är en svensk skådespelare. Han spelade titelrollen i den verklighetsbaserade dramafilmen John Hron, som hade premiär på Montreals filmfestival 2015.
Thorén har även varit med i TV-serien Starke man och flera reklamfilmer.